# Leptacis mitratus
Leptacis mitratus är en stekelart som beskrevs av Lars Huggert 1976. Leptacis mitratus ingår i släktet Leptacis och familjen gallmyggesteklar. Inga underarter finns listade i Catalogue of Life.